# One Tree Hill (høj)
 For alternative betydninger, se One Tree Hill (flertydig). (Se også artikler, som begynder med One Tree Hill)
One Tree Hill (eller Maungakiekie i Māori) er en høj på 182 meter. Den ligger i Auckland i New Zealand. Det er et vigtigt mindested for både māorier og andre new zealændere. Området omkring højen er også kaldt One Tree Hill.
36°54′00″S 174°46′59″Ø / 36.9°S 174.78305555556°Ø